# Two of Us (chanson de Louis Tomlinson)
Pour la chanson des Beatles, voir Two of Us.
Singles de Louis Tomlinson
Miss You
(2017) Kill My Mind
(2019)
Two of Us est une chanson du chanteur anglais Louis Tomlinson, sortie le 7 mars 2019 sous les labels 78 productions, Syco Music et Sony Music. Le single apparaît également sur l'album Walls.

## Contexte
Two of Us est une chanson qui rend hommage à la mère du chanteur et décrit l'impact que sa mort a eu sur lui. Dans une interview avec iNews, le chanteur raconte : « Pour être honnête, je voulais écrire cette chanson depuis un certain temps. Mais c'est une chose courageuse à faire, et quand j'ai eu ces pensées, je voulais quelques années d'expérience de plus en tant qu'auteur-compositeur avant de l'écrire. C'est l'une des chansons les plus importantes pour moi, et je n'ai eu qu'une seule occasion pour réussir ».

## Promotion
En février 2019, le chanteur annonce avoir entendu la chanson et tweete qu'il excité que les fans entendent sa chanson. Plus tard dans le même mois, il poste une courte vidéo, où le chanteur apparaît en écrivant sur un papier « Je t'ai appelé il y a une minute ». 

## Version acoustique
Une version acoustique de la chanson est dévoilée le 24 mai 2019. 

## Clip
Trois vidéos sont sorties pour la chanson dont une vidéo avec les paroles, une vidéo « défi » avec un homme âgé dont sa femme est morte à cause de la maladie d'Alzheimer et un clip officiel filmé en noir et blanc,,. 